# Pauline Valmy
Pour les articles homonymes, voir Valmy.
Œuvres principales
- La Chasse à l’amour (roman, 1913)
- La Guerre et l'Âme des femmes (1915)
- Les Isolées (roman, 1926)
- Équilibre (1950)

Pauline Valmy, nom de plume de Marguerite Jacques, née le 25 avril 1876 dans le 10e arrondissement de Paris et morte le 28 juillet 1962 dans le 12e arrondissement de Paris, est une essayiste et romancière française. Aussi appelée Mme Charles Ouart, elle a été collaboratrice au Mercure de France.

## Biographie

### Jeunesse et famille
Marguerite Jacques naît en 1876 à Paris, de Joseph Jacques, tailleur sur cristaux, et de Joséphine Pauline Badière, son épouse, coloriste. En 1914, elle se marie à Paris avec Charles Ouart, rédacteur au ministère de la Marine. Le couple s'établit à Issy-les-Moulineaux, au 10, villa Marguerite,, et passe une partie de l'année à Brignogan, dans une maison baptisée Ty-Men-ar-Mor (ou la « Maison de pierre »),.

### Carrière
D'abord manutentionnaire aux Galeries Lafayette puis débiteuse au Printemps, Marguerite Jacques écrit un premier roman sur du papier d'emballage. En 1889, elle prend le pseudonyme de Pauline Valmy pour publier son premier livre.
Féministe, Pauline Valmy s’affirme en faveur de l’amour libre sans pour autant s’opposer au mariage, en 1913, dans La Chasse à l'amour. En 1915, elle demande la fin des droits des parents d’une femme sur le choix de mari. Contrairement au féminisme d’avant-guerre qui voit les hommes comme des ennemis des femmes, Valmy proclame l’ère du couple, guidé par le mari. Elle considère les difficultés de la guerre comme un avantage en ce sens, car elles force les femmes à repenser leur vie d’avant-guerre et à créer les bases d’un nouveau partenariat avec les hommes.
En 1930, elle se présente à l'élection des membres du comité de la Société des gens de lettres, mais sa candidature est rejetée. Elle appelle alors ses électeurs à reporter leur voix sur Isabelle Sandy, qui est élue.
Elle meurt en 1962 à Paris.

## Œuvres
- Chez les abeilles, histoire d’une ruche, Limoges, E. Ardant, 1889, 98 p.[12]
- Les Bérille, parus dans le Mercure de France, 1911, nos 347-350[13]
- La Chasse à l’amour, Calmann-Lévy, 1913, 314 p.[8],[14]
- La Guerre et l'Âme des femmes, paru dans La Grande Revue, décembre 1915[15]
- Laisser faire aux dieux ?, Paris, Les Publications du Centre, 1923[16]
- Les Isolées, pièce en 3 actes, Ferenczi, 1926[17]
- La Conquérante, pièce en 4 actes, Comédie des Champs-Élysées, 1934
- Fils d'Annam et femmes de Paris, paru dans La Revue de France, no du 15 novembre 1935
- Je n'étais rien, pièce en 3 actes, théâtre de l'Athénée, 1936
- Trois femmes et un pantin, comédie en 1 acte, Comédie des Champs-Élysées, 1935
- Beaux-Arts, pièce en 4 actes, théâtre de l'Athénée, 1939
- Courir sa chance, Vichy, impr. spéciale de la S.A.E.T.L., 1942
- Antoinette Lefèvre, paru dans Le Carré d’as, no 12, 1946
- Rose Damour, Paris, Les Éditions et revues françaises, 1946
- Une visite extravagante, Paris, Les Éditions et revues françaises, 1948
- Équilibre, Paris, La Vigie, 1950 [lire en ligne]

## Distinctions
- 1930 : Prix Paul-Collin de la Société des gens de lettres pour Les Isolées[18]
- 1951 : Prix d'Académie pour Équilibre[19]